# Ptychoptera gutianshana
Ptychoptera gutianshana är en tvåvingeart som beskrevs av Yang och Chen 1995. Ptychoptera gutianshana ingår i släktet Ptychoptera och familjen glansmyggor.
Artens utbredningsområde är Zhejiang (Kina). Inga underarter finns listade i Catalogue of Life.